# ホシハタリス
ホシハタリス 星畑栗鼠、(Spermophilus suslicus) は、哺乳綱ネズミ目（齧歯目）リス科に分類されるジリス（ハタリス）の1種。生息地の減少に脅かされている。

## 分布
ポーランド（ルブリン県）、ウクライナ、ロシア（北はオカ川、東はヴォルガ川まで）、モルドバ、ベラルーシ西部

## 分類
3亜種が確認されている。
- Spermophilus suslicus suslicus
- Spermophilus suslicus boristhenicus - 本種分布域の西部、ウクライナ
- Spermophilus suslicus guttatus - 本種分布域の北部

## 形態
頭胴長180-260ミリメートル、尾長36-57ミリメートル、体重は、180-220グラム。
他のSpermophilus属のジリスよりも体が小さい。
被毛は茶褐色で、背中に白い斑点があり、短く細い尾を持つ。 
歯式は、{\displaystyle {\tfrac {1.0.2.3}{1.0.1.3}}}。 

## 生態

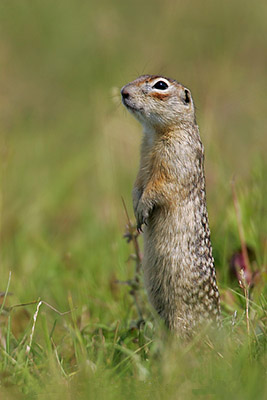
ホシハタリス、ポーランド東部にて

ステップや牧草地のような開けた短茎草原に生息し、耕作地やその周辺にも見られる。
生息地の減少と断片化に脅かされている。
生息地の減少の原因は、農業および林業の拡大、牧草地の減少、町の開発と成長、そして工業開発である。 
また、いくつかの地域では、農業の害獣として狩られている。
ポーランドおよびロシア南部の生息域は、著しく減少しており、現在残っているのは、20世紀半ばの10パーセントに過ぎない。
現在の生息域の縮小率では、今後20-30年でポーランドから絶滅する。
昼行性で、8-9月から2-3月まで冬眠する。太陽がわずかに地域を温める午前中に活動的になり、日中の暑い時間帯は地下の巣穴を手入れし、夕方になると再び地上に現れ、もう一度食事をする。
主に草や穀物を食べるが、小型の脊椎動物と節足動物も食べることがある。
他のSpermophilus属の種に比べて、活動期には視界を遮る背の高い草に覆われる、比較的閉鎖的な生息地に暮らしている。
大きなコロニーを形成し、個体は別々の巣穴に住む。コロニーは、1ヘクタールあたり最大で160頭以上になる。
繁殖は4月から5月にかけて行い、妊娠期間は23-26日、1回の出産で4-8頭の子を産む。
同所性のヒメハタリスやヨーロッパハタリスと不定期な交配が起こる。
捕食者には、イタチ、キツネ、猛禽類がいる。
イタチ科のイイズナが巣穴に入ってきて、ホシハタリスの子どもを食べることが知られているが、大人は襲わない。 
また、子殺しがあることが知られており、子どもを殺すのは、オス、メス、またはその両方で、子どもを食べることもあれば、襲って殺すだけのこともある。
警戒鳴きは、弱い調子、高音、力強い音など、音を様々に変えることができる。警戒鳴きは、主に同種の仲間に捕食者を発見したことを知らせるために使う。